# Ринпунг дзонг
Ринпунг дзонг (на дзонгкха: སྤ་རོ་རིན་སྤུང་རྫོང), наричан още Паро дзонг, е голям манастир на будисткото училище от школата Друкпа на традицията Кагю, както и крепост в град Паро в Бутан. В него се намира и администрацията на район Паро.

## История
През 15 век местните хора предлагат терена на лама Джунг Джунг Жиал. Той построил първоначално малък храм, а след това пететажна крепост (дзонг), която била наречена Унгрел дзонг. През XVII век потомците на Унгрел прехвърлят крепостта на ръководителя на школата Друкпа Шабдрунг Нгаванг Намгял в знак на признание за неговата религиозна и временна власт. През 1644 г. Джабдрунг демонтира съществуващия дзонг и поставя основите на нов по-голям и внушителен дзонг. През 1646 г. дзонгът е осветен и утвърден като административен и монашески център на западния регион и става известен като „Ринпунг дзонг“.
До манастира се достига по традиционен покрит конзолен мост.
Вътре в манастира има 14 храма и олтара:
1. Храм Кунгарва
2. Дукханг – залата на монашеското събрание
3. Цеден-чортен (от сандалово дърво)
4. Олтар на покровителя
5. Храм на осемте проявления на гуру
6. Олтар на върховния лама
7. Храм на Амитабха
8. Олтар на Ясния кристал
9. Храм на единайсетте лица на Авалокитесвара
10. Резиденция на настоятеля
11. Храм на Акшобхя
12. Храм на откривателя на съкровището
13. Кралска пезиденция
14. Храм Бурсар

Извън дзонга се намира храма Деянка-лакханг.
На хълма над дзонга има седеметажна стражева кула, изградена като Та дзонг през 1649 г. От 1968 г. в кулата е разположен Националният музей на Бутан. Манастирът е включен в предварителния списък на Бутан за кандидатстване за Списъка на световното наследство на ЮНЕСКО.

## Фестивали
В манастира се провежда голям годишен фестивал или „цечу“ от единадесетия до петнадесетия ден от втория месец на традиционния бутански лунен календар (обикновено през март или април по григорианския календар). По този повод се прави шествие на образите на светците. Следва поредица от традиционни танци на маски, които предават религиозни истории и се изпълняват от монаси в продължение на няколко дни. Преди зората на петнадесетия ден, великото свещено знаме тханка, изобразяващо Осемте проявления на Падмасамбхава, се показва пред обществеността в ранните сутрешни часове, за да се спази традицията да не се позволява слънчевата светлина да падне върху него.
В този манастир са заснети някои кадрите от филма „Малкият Буда“ (1993) на Бернардо Бертолучи.
- Изглед към манастира от стражевата кула
- Вътрешен двор на Ринпунг дзонг
- Мостът към Ринпунг дзонг
- Танцът на черните шапки по време на фестивала Паро-цечу